# Окуригана
Окуригана (яп. 送り仮名, букв. «сопровождающая кана») — суффиксы в виде каны для иероглифов кандзи в японском языке. Окуригана обычно используется для изменения форм прилагательных и глаголов, может отражать время (прошедшее или настоящее/будущее), утвердительное или отрицательное значение, категории вежливости, а также выполнять другие функции словообразования. В современном письменном языке окуригана практически всегда записывается хираганой; в прошлом для этих целей часто использовалась катакана.

## Морфология
Окуригана в японском языке показывает времена и утвердительное или отрицательное значение у прилагательных. Большинство прилагательных следует нижеприведённому шаблону словообразования. На примере кандзи 高 («высокий») можно показать основные четыре формы японского прилагательного. Корень всех этих слов выражается иероглифом 高 (така), однако важная информация о времени или отрицании передаётся окуриганой, которая следует за кандзи.
- 高い (такай) : Высокий (утверждение, настоящее/будущее время), означает «[нечто является] высоким».
- 高かった (такакатта) : Высокий (утверждение, прошедшее время), означает «[нечто было] высоким/дорогим».
- 高くない (такакунай) : Высокий (отрицание, настоящее/будущее время), означает «[нечто является] недорогим».
- 高くなかった (такакунакатта) : Высокий (отрицание, прошедшее время), означает «[нечто было] недорогим».

Формы японских глаголов образуются похожим образом: коренное значение обычно выражается при помощи одного или нескольких кандзи в начале слова, а время, отрицание, категории вежливости и другие морфологические признаки выражаются при помощи окуриганы.
- 食べる (табэру) : Есть (утверждение, настоящее/будущее время, простая форма), означает «[кто-то] ест».
- 食べない (табэнай) : Есть (отрицание, настоящее/будущее время, простая форма), означает «[кто-то] не ест».
- 食べた (табэта) : Есть (утверждение, прошедшее время, простая форма), означает «[кто-то] ел».
- 食べなかった (табэнакатта) : Есть (отрицание, прошедшее время, простая форма), означает «[кто-то] не ел».

Помимо простой формы существует нейтрально-вежливая форма (иногда её называют просто формой на «мас»), которой следует пользоваться, к примеру, при общении со случайным попутчиком или мало знакомым человеком. На русский язык, как правило, дословно эту разницу перевести сложно.
- 食べます (табэмасу) : Есть (утверждение, настоящее/будущее время, вежливая форма), означает «[кто-то] ест».
- 食べません (табэмасэн) : Есть (отрицание, настоящее/будущее время, вежливая форма), означает «[кто-то] не ест».
- 食べました (табэмасита) : Есть (утверждение, прошедшее время, вежливая форма), означает «[кто-то] ел».
- 食べませんでした (табэмасэн дэсита) : Есть (отрицание, прошедшее время, вежливая форма), означает «[кто-то] не ел».

## Устранение неоднозначности
Окуригана используется для различения кандзи, имеющих различные чтения. Обычно это нужно для наиболее распространённых иероглифов, которые имеют несколько значений (как правило, очень близких), но произносимых по-разному. Окуригана в данном случае играет роль ключа, записываемого после кандзи, помогающего читателю правильно определить чтение и значение слова.
В качестве примера неоднозначности можно взять распространённые кандзи 上 «верх» и 下 «низ».
- 上がる (агару) : «восходить/готовиться/завершать», где 上 читается как а.
- 上る (нобору) : «взбираться/забираться наверх», где 上 читается как нобо
- 下さる (кудасару) : «давать [предполагается, что говорящий ниже по социальной лестнице]», где 下 читается как куда.
- 下りる (ориру) : «отдавать/снисходить», где 下 читается как о.
- 下がる (сагару) : «качаться/висеть», где 下 читается как са
- 話 (ханаси) : «разговор» — имя существительное.
- 話す (ханасу) : «говорить» — глагол.

Японским министерством образования созданы правила, предписывающие использование окуриганы в каждом конкретном случае, однако на практике от этих правил часто встречаются отклонения, особенно в старых книгах или при компьютерном общении. К примеру, стандартная запись слова курэгата (вечер) — 暮れ方, однако написание 暮方 в интернете встречается чаще.